# Futbol'nyj Klub Mynaj
Il Futbol'nyj Klub Mynaj (in ucraino Футбольний клуб Минай?), noto semplicemente come Mynaj, è una società di calcio di Mynaj, in Ucraina. Milita in Perša Liha, la seconda divisione del campionato ucraino di calcio.
Gioca le partite interne allo stadio Avanhard di Užhorod.

## Storia
Il club venne fondato nel 2015 e nel 2018, dopo aver vinto il gruppo 1 della Lega Amatori, fu ammesso alla Lega Professionistica Ucraina e iscritto in Druha Liha. Nel 2019-2020 raggiunse le semifinali di Coppa d'Ucraina. Vincendo il campionato di seconda serie nella stagione 2019-2020 ha ottenuto per la prima volta la promozione in Prem"jer-liha.

## Palmarès

### Competizioni nazionali
- Druha Liha: 1

2018-2019 (gir. A)
- Perša Liha: 1

2019-2020

### Altri piazzamenti
- Coppa d'Ucraina:

Semifinalista: 2019-2020

## Rosa 2024-2025
Aggiornata al 10 Ottobre 2024.
| N. |                     | Ruolo | Calciatore         |
| -- | ------------------- | ----- | ------------------ |
| 3  | Senegal (bandiera)  | D     | Siaka Bagayoko     |
| 4  | Ucraina (bandiera)  | D     | Ihor Duc'          |
| 5  | Ucraina (bandiera)  | D     | Oleksandr Aksyonov |
| 6  | Slovenia (bandiera) | C     | Lovro Grajfoner    |
| 7  | Ucraina (bandiera)  | C     | Eldar Kuliyev      |
| 8  | Ucraina (bandiera)  | C     | Oleksij Chachl'ov  |
| 9  | Ucraina (bandiera)  | C     | Dmytro Kasimov     |
| 10 | Ucraina (bandiera)  | C     | Anton Baydal       |
| 11 | Ucraina (bandiera)  | A     | Jevhen Selezn'ov   |
| 13 | Ucraina (bandiera)  | P     | Oleksandr Bandura  |
| 17 | Ucraina (bandiera)  | C     | Danylo Knyš        |
| 21 | Ucraina (bandiera)  | C     | Oleksij Špak       |
| 23 | Ucraina (bandiera)  | C     | Mychajlo Meschi    |

| N. |                    | Ruolo | Calciatore         |
| -- | ------------------ | ----- | ------------------ |
| 25 | Ucraina (bandiera) | D     | Oleh Horin         |
| 26 | Ucraina (bandiera) | A     | Jurij Kolomojec'   |
| 33 | Ucraina (bandiera) | D     | Ihor Hončar        |
| 35 | Ucraina (bandiera) | P     | Oleksandr Kemkin   |
| 44 | Croazia (bandiera) | D     | Mislav Matić       |
| 47 | Ucraina (bandiera) | C     | Vladyslav Naumec'  |
| 52 | Ucraina (bandiera) | C     | Bohdan Kovalenko   |
| 59 | Ucraina (bandiera) | C     | Viktor Lykhovydko  |
| 77 | Ucraina (bandiera) | C     | Oleh Vyšnevs'kyj   |
| 80 | Ucraina (bandiera) | D     | Yevhen Yefremov    |
| 88 | Croazia (bandiera) | D     | Dominik Mihaljević |
| 89 | Ucraina (bandiera) | D     | Oleh Syn'ohub      |
| 94 | Ucraina (bandiera) | P     | German Penkov      |
|    | Ucraina (bandiera) | C     | Danyil Khondak     |

## Rosa 2021-2022
Aggiornata al 24 marzo 2022.
| N. |                     | Ruolo | Calciatore         |
| -- | ------------------- | ----- | ------------------ |
| 3  | Senegal (bandiera)  | D     | Siaka Bagayoko     |
| 4  | Ucraina (bandiera)  | D     | Ihor Duc'          |
| 5  | Ucraina (bandiera)  | D     | Oleksandr Aksyonov |
| 6  | Slovenia (bandiera) | C     | Lovro Grajfoner    |
| 7  | Ucraina (bandiera)  | C     | Eldar Kuliyev      |
| 8  | Ucraina (bandiera)  | C     | Oleksij Chachl'ov  |
| 9  | Ucraina (bandiera)  | C     | Dmytro Kasimov     |
| 10 | Ucraina (bandiera)  | C     | Anton Baydal       |
| 11 | Ucraina (bandiera)  | A     | Jevhen Selezn'ov   |
| 13 | Ucraina (bandiera)  | P     | Oleksandr Bandura  |
| 17 | Ucraina (bandiera)  | C     | Danylo Knyš        |
| 21 | Ucraina (bandiera)  | C     | Oleksij Špak       |
| 23 | Ucraina (bandiera)  | C     | Mychajlo Meschi    |

| N. |                    | Ruolo | Calciatore         |
| -- | ------------------ | ----- | ------------------ |
| 25 | Ucraina (bandiera) | D     | Oleh Horin         |
| 26 | Ucraina (bandiera) | A     | Jurij Kolomojec'   |
| 33 | Ucraina (bandiera) | D     | Ihor Hončar        |
| 35 | Ucraina (bandiera) | P     | Oleksandr Kemkin   |
| 44 | Croazia (bandiera) | D     | Mislav Matić       |
| 47 | Ucraina (bandiera) | C     | Vladyslav Naumec'  |
| 52 | Ucraina (bandiera) | C     | Bohdan Kovalenko   |
| 59 | Ucraina (bandiera) | C     | Viktor Lykhovydko  |
| 77 | Ucraina (bandiera) | C     | Oleh Vyšnevs'kyj   |
| 80 | Ucraina (bandiera) | D     | Yevhen Yefremov    |
| 88 | Croazia (bandiera) | D     | Dominik Mihaljević |
| 89 | Ucraina (bandiera) | D     | Oleh Syn'ohub      |
| 94 | Ucraina (bandiera) | P     | German Penkov      |

## Rosa 2020-2021
Aggiornata al 4 gennaio 2021.
| N. |                        | Ruolo | Calciatore           |
| -- | ---------------------- | ----- | -------------------- |
| 1  | Azerbaigian (bandiera) | P     | Andrey Popoviç       |
| 4  | Ucraina (bandiera)     | D     | Taras Sakiv          |
| 7  | Ucraina (bandiera)     | C     | Anatolij Nurijev     |
| 8  | Sudafrica (bandiera)   | C     | Tercious Malepe      |
| 10 | Ucraina (bandiera)     | A     | Arcëm Mileŭski       |
| 15 | Ucraina (bandiera)     | D     | Oleksandr Matkobožyk |
| 16 | Ucraina (bandiera)     | C     | Oleksandr Petrusenko |
| 17 | Ucraina (bandiera)     | C     | Danylo Knyš          |
| 19 | Ucraina (bandiera)     | A     | Anton Šynder         |
| 20 | Ucraina (bandiera)     | A     | Vasyl' Pynjaško      |
| 21 | Ucraina (bandiera)     | C     | Oleksij Špak         |

| N. |                        | Ruolo | Calciatore          |
| -- | ---------------------- | ----- | ------------------- |
| 22 | Zambia (bandiera)      | D     | Shemmy Mayembe      |
| 23 | Ucraina (bandiera)     | C     | Andrij Tkačuk       |
| 27 | Azerbaigian (bandiera) | A     | Rüstəm Əhmədzadə    |
| 29 | Ucraina (bandiera)     | C     | Denys Kožanov       |
| 32 | Ucraina (bandiera)     | P     | Anton Kaniboloc'kyj |
| 33 | Ucraina (bandiera)     | C     | Oleksij Chachl'ov   |
| 44 | Croazia (bandiera)     | D     | Mislav Matić        |
| 77 | Ucraina (bandiera)     | D     | Dmytro Pavliš       |
| 81 | Ucraina (bandiera)     | P     | Illja Taran         |
| 96 | Ucraina (bandiera)     | C     | Oleksandr Snižko    |